# Arbetsmoral

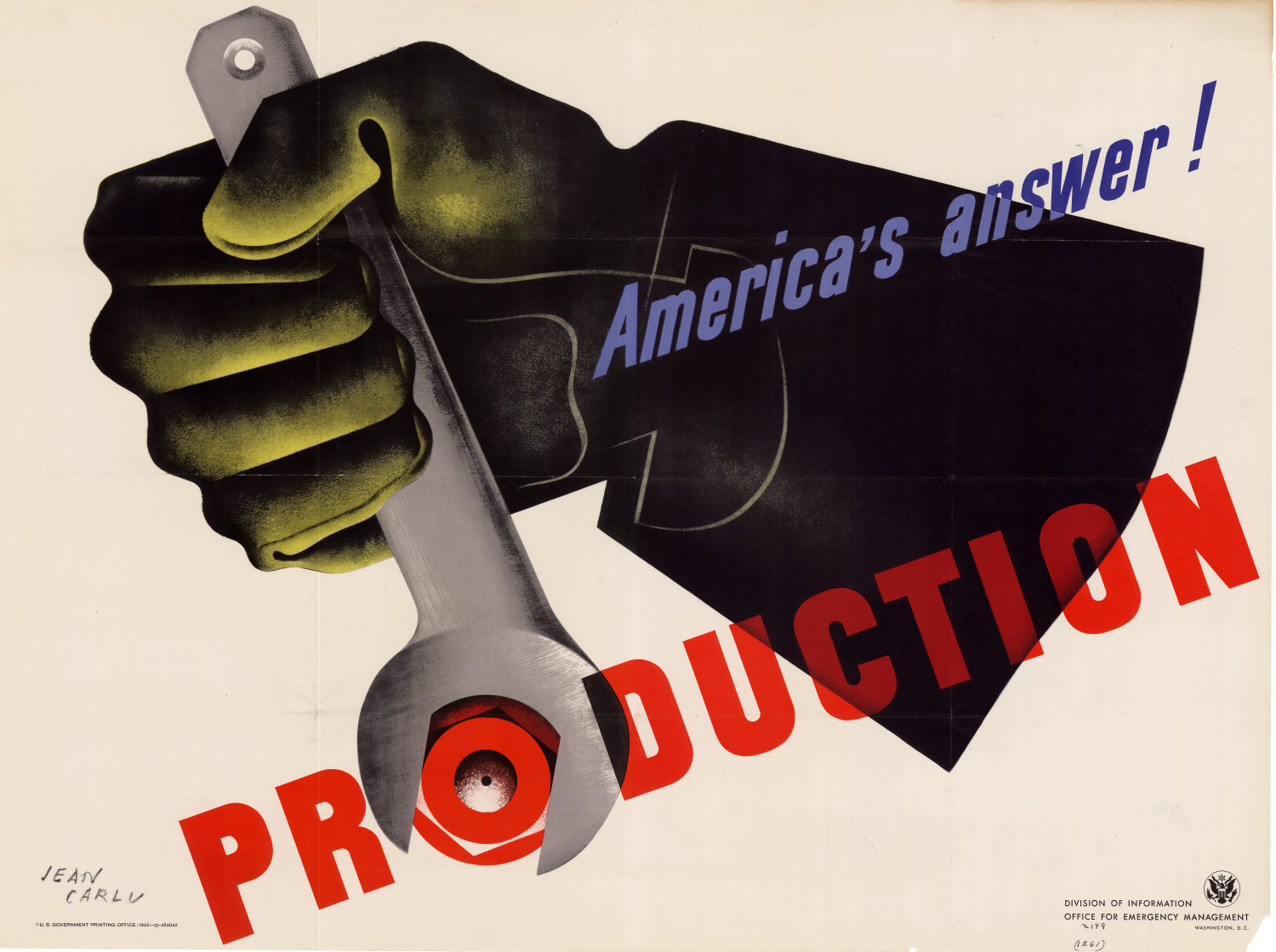
Propaganda under andra världskriget uppmuntrade till hårt arbete i industrierna.

Arbetsmoral är en moralisk princip som förordar flit och hederligt arbete. Begreppet arbetsmoral kan också syfta på en persons eller grupps arbetsvilja.
Enligt Max Webers bok Den protestantiska etiken och kapitalismens anda var protestantisk arbetsmoral avgörande för kapitalismens framväxt i västvärlden. Arbetskritiker kritiserar ibland arbetsmoral.